# Alfredo Eusebio Gobbi
Alfredo Eusebio Gobbi (Paysandú, 5 de febrero de 1877-Buenos Aires, 25 de enero de 1938) fue un destacado músico uruguayo de tango, que se radicó en Buenos Aires de adolescente. Formó con su esposa un famoso dúo conocido como Los Gobbi o Los Reyes del Gramófono, que grabó gran cantidad de discos en las dos primeras décadas del siglo XX y fueron uno de los artistas más exitosos de los primeros años del tango, durante la llamada Guardia Vieja. 
Entre sus composiciones se destaca la letra que compuso para el tango "Don Juan", de Ernesto Ponzio, y las canciones "Preciosa mía", "El picaflor", "Sin madre", "La entrerriana" y "Delirio gaucho", que grabara el dúo Gardel-Razzano, y "Altar criollo", "El ranchito", "Lauros y glorias" y "No me abandones", que grabara Ignacio Corsini.
Su hijo, Alfredo Gobbi, fue también un famoso músico de tango en la década de 1940.

## Biografía
Alfredo Eusebio Gobbi nació en la ciudad de Paysandú, Uruguay, en 1877. De niño trabajó en un circo cantando canciones cómicas, y cuando contaba con 18 años emigró a la Argentina, trabajando en el famoso circo "Anselmi" como acróbata. En 1900 fue a España con la compañía teatral de los hermanos Petray donde actuó en las representaciones del drama gauchesco Juan Moreira, de Eduardo Rodríguez.
En 1904 formó su propia compañía teatral junto con su esposa, la chilena Flora Rodríguez de Gobbi, con quien se casó en 1905. Bajo el nombre de Los Gobbi, se especializaron en actuaciones musicales cómicas, en las que interpretaban canciones camperas y tangos, en el momento en que el tango estaba en formación.
Fueron uno de los primeros artistas argentinos en grabar cilindros para fonógrafo y discos para gramófono, y por el éxito obtenido y la cantidad grabada en las dos primeras décadas del siglo XX se presentaban como "Los Reyes del Gramófono". Entre los autores que grabaron se encuentran canciones de Ángel Villoldo, Eugenio G. López, Diego Munilla, Francisco Romeral y Saúl Salinas.
Los Gobbi viajaron por toda América y Europa difundiendo internacionalmente el tango. En 1926, Alfredo formó un trío vocal con Agustín Irusta y Roberto Fugazot.
En la década de 1930 trabajó en el cine en películas como Loco lindo, con Luis Sandrini, Poncho Blanco y Cadetes de San Martín.
Entre las canciones que compuso, muchas de ellas de tono cómico, se encuentran los tangos "Tocá Fierro" (1905), "Tomále el tiempo", "¿Qué hacés Pulentín?", "En qué topa que no d'entra", "Seguíla que va chumbiada", "¿Por qué no comprás un lote?", "Pasáte el peine", "Aura que ronca la vieja", "Bajále la mano al Negro", "El Aporriao", "El Rengo Pata Blanca", "La Chinita", "El criollo argentino", "El compadre oriental", "Muy del aeroplano", "El Pretencioso", "El Ladiao", "Viento Norte", "París-Londres", "La Mimosa", "El Domador", "El Uruguayo", "El Mamao", "El Tigre" y "Como flor de camalote".
El célebre dúo Gardel-Razzano, de quien fue amigo, grabó varias canciones de Gobbi, entre ellas "Preciosa mía", "El picaflor", "Sin madre", "La entrerriana" y "Delirio gaucho". Ignacio Corsini, por su parte, le grabó "Altar criollo", "El ranchito", "Lauros y glorias" y "No me abandones".

## Relaciones familiares
Su hijo, Alfredo Gobbi, fue también un célebre director de orquesta de tango.